# Когаша
Когаша — река в России, протекает в Ярославском районе Ярославской области. В качестве левого притока впадает в Ить в 26 км от её устья. Длина реки составляет 13 км. Исток — озеро Тарасово.
Сельские населённые пункты, расположенные по берегам реки: Толбухино, Климатино, Сивцево, Андроники, Аксёновская, Козулино, Сухарево, Мартьянка; устье находится напротив деревни Исаково Тутаевского района Ярославской области.
У села Андроники пересекает федеральную автомагистраль М8 «Холмогоры»

## Данные водного реестра
По данным государственного водного реестра России относится к Верхневолжскому бассейновому округу, водохозяйственный участок реки — Волга от Рыбинского гидроузла до города Кострома, без реки Кострома от истока до водомерного поста у деревни Исады, речной подбассейн реки — Волга ниже Рыбинского водохранилища до впадения Оки. Речной бассейн реки — (Верхняя) Волга до Куйбышевского водохранилища (без бассейна Оки).
Код объекта в государственном водном реестре — 08010300212110000010613.